# Кирхдорф (Швейцария)
Кирхдорф (нем. Kirchdorf BE) — коммуна в Швейцарии, в кантоне Берн.
До 2009 года входила в состав округа Зефтиген, с 1 января 2010 года входит в Берн-Миттельланд. Население составляет 844 человека (на 31 декабря 2006 года). Официальный код — 0872.

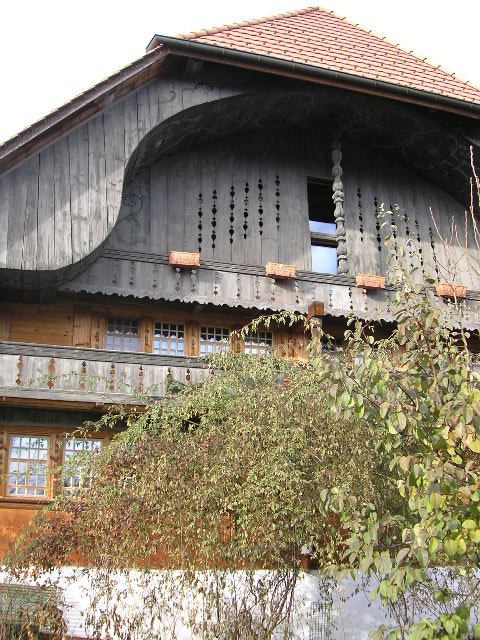
Кирхдорф

## Города-побратимы
- Червена-Речице (Чехия)